# Zack și Cody, ce viață minunată
Zack și Cody, ce viață minunată (în engleză The Suite Life of Zack and Cody) este un serial original Disney Channel, creat de Danny Kallis și Jim Geoghan având premiera pe data 18 martie 2005 în Statele Unite. Premiera în România a fost mai târziu, pe 19 septembrie 2009 pe Disney Channel.
Zack și Cody, ce viață minunată este un serial de comedie cu diferite aventuri având ca personaje principale gemenii Zack Martin (Dylan Sprouse) și Cody Martin (Cole Sprouse). Sunt prezente și alte personaje cum ar fi: Carey Martin (Kim Rhodes), Dl. Moseby (Phill Lewis), London Tipton (Brenda Song) și Maddie Fitzpatrick (Ashley Tisdale). 
Serialul este compus din 3 sezoane cu 87 episoade. (vezi: lista episoadelor)
În anul 2008, SUA a început să difuzeze O viață minunată pe punte. În România, premiera a avut loc în 2007, pe TVR 1, iar din septembrie 2009, a fost redifuzat pe Disney Channel.

## Actori
Principali
| Personaj           | Actor/actriță  | Episoade                 |
| Cody Marttin       | Cole Sprouse   | (87 episoade, 2005-2008) |
| Zack Marttin       | Dylan Sprouse  | (87 episoade, 2005-2008) |
| London Tipton      | Brenda Song    | (85 episoade, 2005-2008) |
| Maddie Fitzpatrick | Ashley Tisdale | (75 episoade, 2005-2008) |
| Mr. Moesby         | Phill Lewis    | (87 episoade, 2005-2008) |
| Carey Marttin      | Kim Rhodes     | (87 episoade, 2005-2008) |

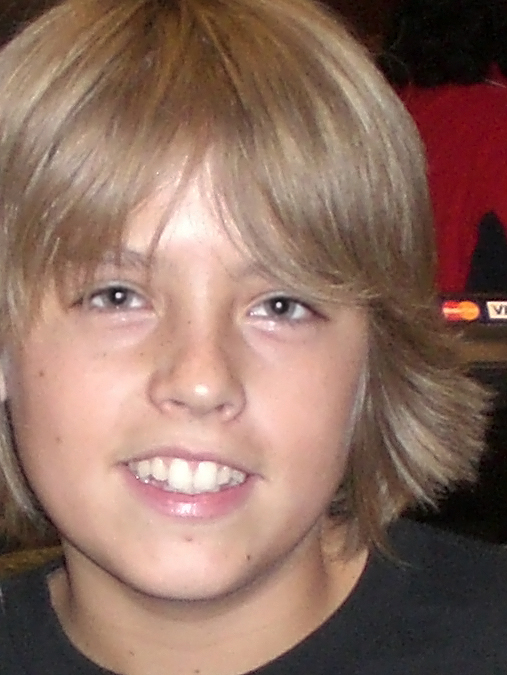
Cody

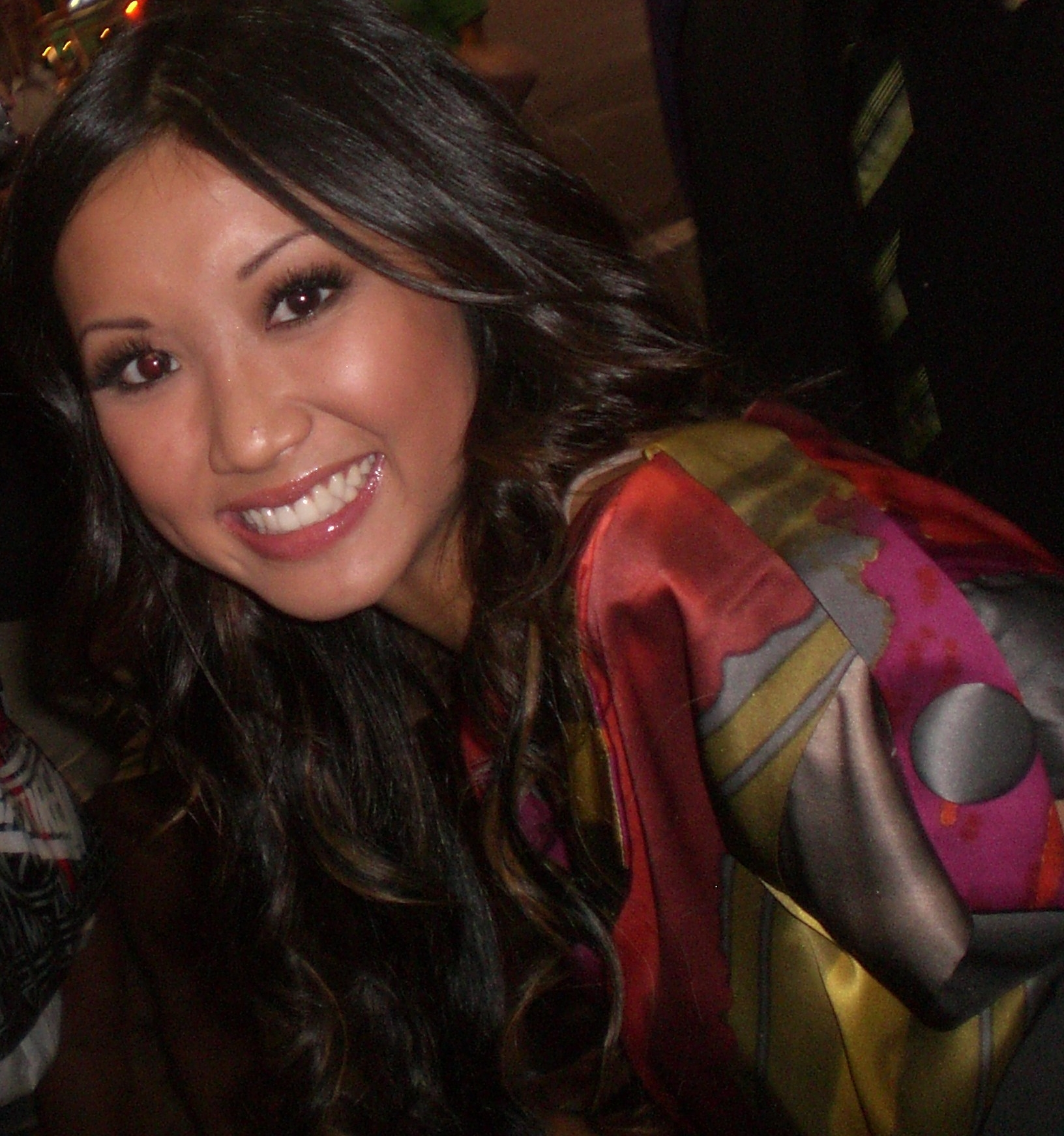
London Tipton

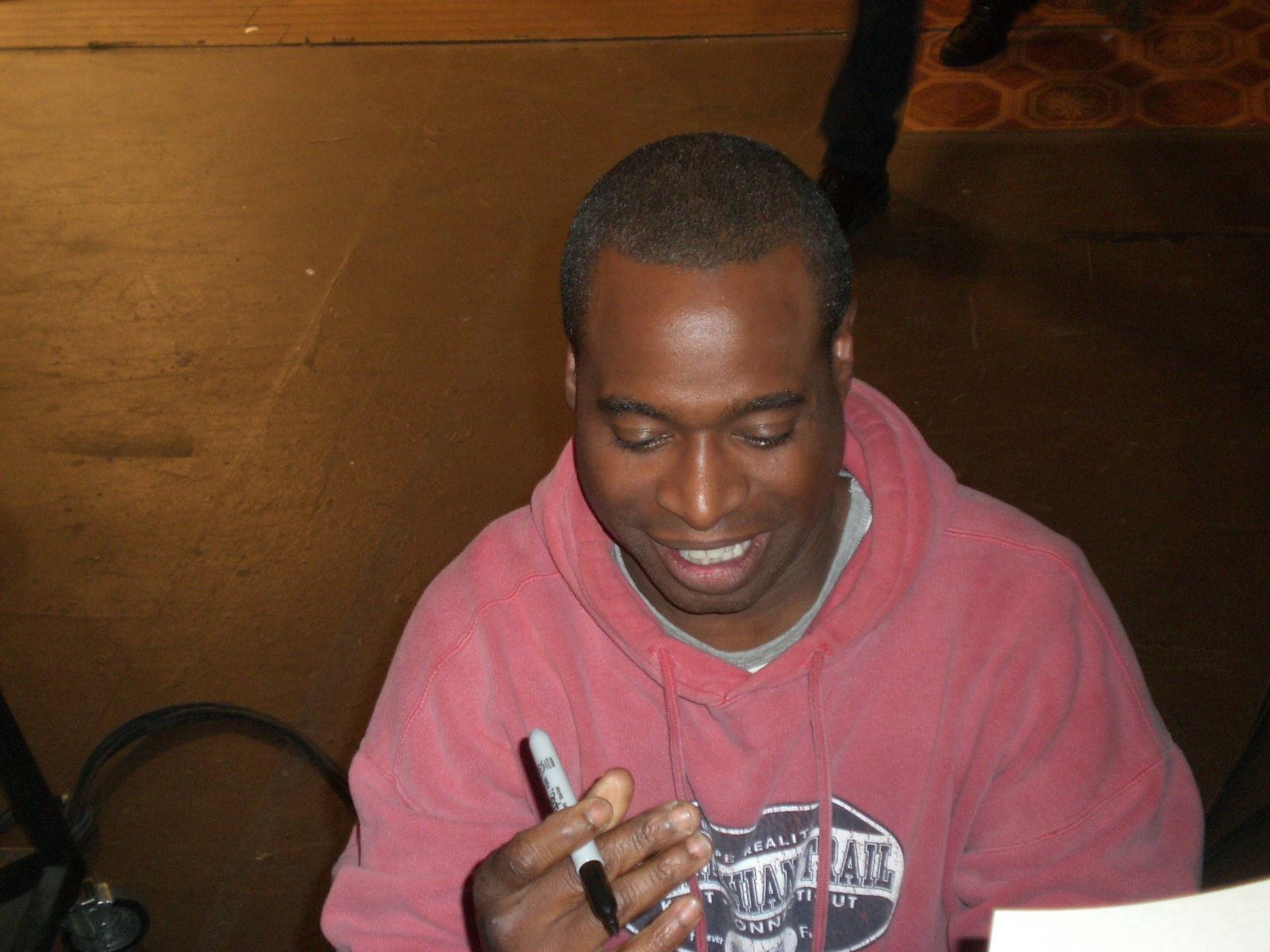
Dl. Moesby

Cole si Dylan apărând de mici în seriale au devenit pe parcurs vedete faimoase, The Suite Life of Zack and Cody fiind al doilea cel mai votat show Disney.Ei vor apărea și într-o serie The Suite Life on Deck (Ce Viață Minunată pe Punte) a fost filmată anul trecut când cei doi sunt adolescenți. Mai apar și într-un maraton în care serialele Magicienii din Waverly Place, Hannah Montana, Ce Viață Minunată pe Punte  se combină în trei episoade.

### Apariții
- Moises Arias - Randall
- Cheryl Burke - Shannon
- The Cheetah Girls - Toate
- Chris Brown - Acelasi rol
- Miley Cyrus - Hannah Montana
- Brandon Mychal Smith - Bug Wendal
- Zac Efron - Trevor
- Selena Gomez - Gwen
- Tony Hawk - Acelasi rol
- Mark Indelicato - Antonio
- Victoria Justice - Rebecca
- Nathan Kress - Jamie
- Meaghan Jette Martin - Stacey
- Jesse McCartney - Acelasi rol
- Daryl Mitchell - Daryl
- Raven-Symone - Raven Baxter
- Drew Selley - Geoffrey
- Kay Panabaker - Amber
- Mike Weinberg - Theo Cavenaugh

## Episoade
| Statele Unite | Statele Unite | Statele Unite | Statele Unite    | Statele Unite    |
| Sezon         | Sezon         | Episoade      | Primul episod    | Ultimul episod   |
| ------------- | ------------- | ------------- | ---------------- | ---------------- |
|               | 1             | 21            | 18 martie 2005   | 27 ianuarie 2006 |
|               | 2             | 14            | 3 februarie 2006 | 2 iunie 2007     |
|               | 3             | 22            | 23 iunie 2007    | 1 fyu, 2008      |

## Locurile unde s-a filmat

### Hotelul Tipton
Hotelul Tipton este locul unde Zack, Cody, Carey și London trăiesc cu majoritatea personajelor. Hotelul este localizat în Boston, Massachusetts. Clădirea arătată din exterior este, de fapt Hotelul Vancouver, din Canada.

### S.S. Tipton
În episodul "Lasă-ne pe noi să te distrăm"', Zack,Cody și Carey petrec vacanța la bordul S.S. Tipton. Acesta este de asemenea locul unde se filmează "The Suite Life on Deck" sezonul cu Zack și Cody adolescenți.

### Liceul teoretic T. L.
Este școala generală a celor doi gemeni. Mascota școlii este un bursuc

În scena din curtea școlii sunt câțiva elevi care trec pe lângă clădirea "The Mall" care este localizată în Lincoln Park High School, Chicago, 

### Școala Catolică Our Lady of Perpetual Sorrow
Maddie și Marry Margaret (Monique Coleman) frecventează această școală în sezonul 1. Corrie (Vanessa Hudgens) și Leslie (Kaycee Stroh) în sezonul 2 iau și ele parte la această școală împreună cu London. În sezonul 3 London, Maddie și Leslie renunță la această școală. Scenele au fost filmate în Universitatea din Toronto,Canada

### Magazinul galeta imisoara
Zack și Cody muncesc la Paul Revere pentru managerul magazinului Wayne Wormse. Sloganul marketului este "Economiile vin!". Vis-a-vis de acest market este magazinul "The Betsy Ross Oprește și Cumpără", care este rivalul lor.

### Tabăra Raiul pe Pământ
Aici lucrează Maddie pe timpul verii. Singurul lucru care apare din acest campus este camera unde stă Maddie.

### Liceul Cheevers
Locul unde Maddie, Cody, London, și Nia învață împreună cu elevii Barbara, Bob și Mark. Aici s-au filmat episoadele: "Sincronizarea buzelor în ploaie" , "Prima zi de liceu" , "Orchestra" și "Benchwarmers".

## Premii

### Premiile Emmy
| An   | Nominalizare                                                                                       |
| ---- | -------------------------------------------------------------------------------------------------- |
| 2006 | Nominalizat pentru Artă Creativă Emmy pentru coregrafia remarcabilă în episodul "Pauza comercială" |
| 2007 | Nominalizat pentru Artă Creativă Emmy pentru remarcabilul Program pentru Copii                     |
| 2008 | Nominalizat pentru Artă Creativă Emmy pentru remarcabilul Program pentru Copii                     |

### Premiile Kids' Choice, SUA
| An   | Nominalizare                                         |
| ---- | ---------------------------------------------------- |
| 2007 | Nominalizat pentru Showul TV Preferat                |
| 2007 | Cole Sprouse nominalizat pentru Actorul TV Preferat  |
| 2008 | Nominalizat pentru Showul TV Preferat                |
| 2008 | Cole Sprouse nominalizat pentru Actorul TV Preferat  |
| 2008 | Dylan Sprouse nominalizat pentru Actorul TV Preferat |
| 2009 | Nominalizat pentru Showul TV Preferat                |
| 2009 | Cole Sprouse nominalizat pentru Actorul TV Preferat  |
| 2009 | Dylan Sprouse a câștigat pentru Actorul TV Preferat  |

1. ↑   (PDF) https://web.archive.org/web/20240825181625/http://bibliotecadeva.eu:82/periodice/cuvintulliber/2007/08/Cuvintul_Liber_4668.pdf. Arhivat din original (PDF) la 25 august 2024. Accesat în 25 august 2024. Lipsește sau este vid: |title= (ajutor)